# Swedish Beach Tour 2022
Swedish Beach Tour 2022 var 2022 års upplaga av Swedish Beach Tour, en beachvolleybolltour i Sverige. Den genomfördes 15 april till 14 augusti 2022. Tourfinal vanns på damsidan av Hulda Rudberg och Camilla Nilsson och på herrsidan av Linus Tholse och Jakob Tegenrot.

## Elittävlingar[1][2]
| Datum                     | Ort                | Nivå      | Vinnare                           | Vinnare                               |
| Datum                     | Ort                | Nivå      | Damer                             | Herrar                                |
| ------------------------- | ------------------ | --------- | --------------------------------- | ------------------------------------- |
| 15-16 april               | Göteborg (inomhus) | 4*        | Susanna Thurin / Kristina Thurin  | Linus Tholse / Stefan Andreasson      |
| 21-22 maj                 | Ljungby            | 4*        | Frida Johansson / Ella Sandberg   | Linus Tholse / Christofer Lewin       |
| 4-5 juni                  | Habo               | 4*        | Sofia Ögren / Sara Cavretti       | Alfred Brink / Joel Andersson         |
| 17-19 juni                | Umeå               | 4*        | Susanna Thurin / Kristina Thurin  | Linus Tholse / Jakob Tegenrot         |
| 9-10 juli                 | Göteborg           | 5*        | Sofia Ögren / Helen Jernbeck      | Martin Appelgren / Alexander Herrmann |
| 16-17 juli                | Tofta strand       | 5*        | Susanna Thurin / Kristina Thurin  | Linus Tholse / Jakob Tegenrot         |
| 23-24 juli                | Kalmar             | 5*        | Klara Ribom / Sara Malmström      | David Åhman / Jonatan Hellvig         |
| 29-30 juli                | Åhus               | 5*        | Klara Ribom / Sara Malmström      | Martin Appelgren / Alexander Herrmann |
| 13-14 augusti (tourfinal) | Ljungby            | Tourfinal | Hulda Rudberg och Camilla Nilsson | Linus Tholse och Jakob Tegenrot       |